# 初恋 (宇多田ヒカルのアルバム)
『初恋』（はつこい）は、日本のシンガーソングライター・宇多田ヒカルの7枚目のアルバム。宇多田のデビュー20周年イヤーの2018年6月27日にエピックレコードジャパンより発売された。前作『Fantome』から約2年ぶりのリリースとなる。基本的に宇多田自身が作詞・作曲・プログラミングを行っており、ストリングスの共同アレンジャーには前作に引き続きサイモン・ヘイルが迎えられている。エンジニアも前作と同じくスティーヴ・フィッツモーリスが務めた。
アルバムでは、ドラムで現代ジャズ・シーンにおける最重要ドラマーの1人であるクリス・デイヴを起用しているほか、「Too Proud」には、小袋成彬とUKの気鋭ラッパーのJevonが参加している。本作は、その私小説的な歌詞や、リズムや譜割りにおける新たなアプローチなどが評価されている。また、本作で宇多田は「前作の『Fantôme』以来の日本語による内省表現や現代社会への視線を反映した歌詞世界，歌唱においても独自の個性を発揮した」として、「芸術選奨」の大衆芸能部門で新人賞を受賞した。その他にも本作は、「日本レコード大賞」や「CDショップ大賞」、「MTV Video Music Awards Japan」、「ミュージック・ペンクラブ音楽賞」などで入賞を果たしている。
本作には、前年にリリースされた「大空で抱きしめて」「Forevermore」「あなた」のほか、2018年発売の「Play A Love Song」、「初恋」の5曲のシングルを含む全12曲が収録されたほか、宇多田ヒカルの12年ぶりのコンサートツアー『Hikaru Utada Laughter in the Dark Tour 2018』の応募券がCDパッケージに封入された。アルバムは、「Billboard Japan Hot Albums」で3週連続1位を獲得し、同チャートの年間ランキングでは3位を記録するなど、大衆的にも成功を収めた。

## 背景とコンセプト
2017年12月8日、新曲「あなた」のリリースと同時に、7枚目となるオリジナル・アルバムを2018年にリリースすることが発表された。2018年4月24日には、ニューアルバム『初恋』のリリース日が同年6月27日に決定。発売に先立って、翌日25日に「Play A Love Song」、5月30日に「初恋」が配信限定シングルとしてリリースされた。5月16日には、ニューアルバムのジャケット写真と、同作に収録される全楽曲タイトルが発表された。

アルバムタイトルは、収録曲「初恋」と同名となっている。タイトルが決定した経緯は、楽曲「初恋」が完成し、アルバムタイトルを考えていたとき、「『初恋』で良いんじゃないだろうか？」とふと思ったことがきっかけだったという。なお、宇多田のアルバムタイトルが日本語で綴られたのは初めてである。宇多田は、「花束を君に」や「真夏の通り雨」などの活動再開後の曲が今まで以上に"日本語を大事にした曲"として受け取ってもらえたことを踏まえ、「初恋」というタイトルについて「象徴的なアルバムタイトルになった」と述べている。収録曲の多くは、「物事の終わりと始まり」や「出会いと別れ」をテーマにしている。なお宇多田によると、自身が歌っているテーマはデビューの頃から現在まで変わっていないという。
宇多田は、「Play A Love Song」の歌詞の一節〈 長い冬が終わる瞬間 〉等を挙げて"アルバムの全ての曲に通ずるテーマ"としており、本作は「それが良かろうが悪かろうが、"全てはいずれ終わる"という考えに繋がっていて、"諸行無常"という分かり易い仏教の言葉があるけれど、それを理解して受け入れることは、そんな簡単なことじゃないよね。」という思いが詰まったアルバムだと述べている。また「夕凪」の歌詞を書き終えて本作の制作を終えた時に、「全ての物事は始まりでもあり、また終わりでもある」という思いが一気に収束するような達成感を強く感じてほっとしたといい、本作は「『Fantome』とは違った重さを備えた、これまでで最もパワフルなアルバムになった」と語った。
宇多田は、本作の制作において「遊び」を意識していた。制作に際して、「喪が明けて開放されたときに、何が出せるか。ただ下を向いて、悶々と内省するものではないだろうな。」と考えていたところ、ディレクターの沖田が「今回の作品は遊び心がありそう」と言ったことが、「遊び」について考えてみるきっかけだった。その中で、白洲正子のエッセイ集「名人は危うきに遊ぶ」で「遊びをもたせるということは、余裕をもたせるという意味で使われていた」と書かれていたのを読んで本作を制作する中での自分に共感するところがあったといい、実際にその通りになっていたことで今回は前作よりも気楽にできたという。「なるようになるし、最終的に自分で束ねられる自信があった」とも語っている。アルバムのジャケット写真は、ニューヨークを拠点に活動する日本人フォトグラファー、Takayの撮り下ろしによるものである。オリコンはこのアルバムジャケット写真を「金字塔作品」である『First Love』のそれを彷彿とさせると指摘している。

## 録音と制作
『初恋』のレコーディングは、RAK StudiosやAir Studioといったロンドンの一流スタジオで行われた。レコーディング・エンジニアは2人で、1人はペット・ショップ・ボーイズ、スティング、U2、デペッシュ・モード、近年ではサム・スミスの大ヒット曲「Stay with me」などを手掛け、グラミー賞受賞経験もあるスティーヴ・フィッツモーリス (Steve Fitzmaurice) で、彼がサウンドを録音&ミックス・ダウンでまとめ上げた。もう1人は全曲のボーカルレコーディングを担当している小森雅仁で、2人とも前作『Fantome』から引き続き参加する形となった。収録曲は4～5ヵ月に3曲ずつといったペースで作られた。レコーディングの行程はスティーヴがバンドの演奏をレコーディングして、小森が担当する宇多田のボーカル録りの後、最後にスティーヴがミックスするのが基本だったという。レコーディングのやり方は、宇多田が持ち込むベーシックなデモ曲を基にスタジオで曲を仕上げ、バンドと一気にライブ演奏で2、3回録るというもので、この潔い手法には明確なビジョン、良し悪しを瞬時にジャッジする決断が必要であり、ボーカル以外の録音にも必ず立ち会う宇多田のものづくりの姿勢とともに、参加したミュージシャンやスタッフたちからも絶賛されている。宇多田はその判断の"明瞭さ"について「それこそが音楽が聖域である理由」と述べ、スティーヴにもそういった姿勢があり、彼のその点を気に入っているのだと語った。また、今回のアルバムを小説家の友達に聴かせた時に「Clarity（透明感）」という言葉が返ってきたといい、それが嬉しかったという。

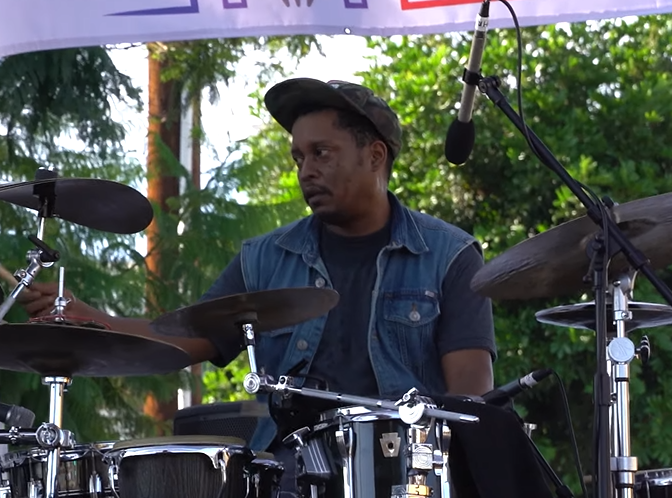
クリス・デイヴ（2019年）

本作では、現代ジャズ・シーンにおける最重要ドラマーの1人で、ロバート・グラスパーやディアンジェロの作品にも参加したクリス・デイヴ (Chris Dave) が演奏している。宇多田とクリスはお互い相性が良いと語っており、宇多田はクリスについて、「ドラマーの発想じゃないリズムのこだわりがある」「違う二つのタイムシグニチャーを鳴らして、どこかで融合して一緒にするというのが得意で、トリッキーなことでもできちゃう人だから、私のわけわかんないデモも、物理的にも感覚的にも理解してくれた」と語っている。なお、アメリカにいたクリスへのオファーには、かつて宇多田の楽曲のプロデュースを行ったジャム&ルイスのテリー・ルイスが間に入ってくれたという。演奏陣には前述のクリス（ドラム）、サム・スミスのツアーメンバーでもあるルーベン・ジェームス (Reuben James)（ピアノ）、エミリー・サンデーやメアリー・J・ブライジ、サム・スミスとの仕事で知られるジョディ・ミリナー (Jodi Milliner)（ベース）、ベン・パーカー (Ben Parker)（ギター）など世界中の名うてのセッション・ミュージシャンが並び、配信曲にも参加していたクリスは12曲中8曲で演奏してアルバムの屋台骨を担う活躍を見せている。ストリングスにも復帰後の宇多田作品でお馴染みの面々が起用されている。スティーヴによると、ストリングスはほとんどの曲で21～23人編成となっており、第1バイオリンが8人、第2バイオリンが8人、ビオラが4人、チェロが3～4人、そしてコントラバスが1人だった。
宇多田は本作で（意識的ではなかったが）最も挑戦していたこととして「歌を完成させるためのポストプロダクション」を挙げている。宇多田は、歌入れやレコーディングの後にバンドとヴォーカルを一つの世界観に融合させるためになにか架け橋が必要だと感じたといい、自分でばっさり使わないことを決めてプログラミングしたトラックに戻したり自らの声をエディットしたりして感じている物足りなさや穴を埋めにいっていたと話した。

## 音楽性
『初恋』では、「日本語で歌うこと」や「生バンドによるプロダクション」、「ラッパーやシンガーの客演」といった点が、前作『Fantome』から引き継がれている。その他にも、「誓い」で、四分三連の4拍子のうえに8ビートのリズムで言葉を乗せたり、「Too Proud featuring Jevon」ではトラップ的な三連符の譜割りを取り入れたりするなど、リズムに対する宇多田の新たなアプローチも指摘されている。また、3連符ベースと16分音符ベースの2軸を中心に交互にスイッチすることで曲の印象を変えているという分析もある。そのほか、現代ジャズにおける最重要ドラマーである前述のクリスら最前線の才能を起用したことが、単に生バンドのえもいわれぬグルーヴ感や質感を楽曲にもたらしたのみならず、この宇多田のリズム感覚をより先鋭化させるに至ったと言われている。サウンド面では、ストリングスを含めた生のバンド演奏がコンテンポラリーで深いグルーブを生み出し、プログラミングされたサウンドも効果的に用いられ、様々な手法で宇多田の「当たり前ではない、個人の特別な経験」を音像化している。歌詞の面では、前作に続く日本語に対する積極的なアプローチが見られる。譜割りでは、五七/七五調の音韻律へのこだわりが指摘されており、また独特の伸縮するメロディがこういった律を覆い隠しているという点も注目されている。

## 楽曲解説
Play A Love Song
本アルバムの幕開けを飾る曲であり、四つ打ちのビートとピアノが主導するアップリフティングな旋律や、大所帯（8人）の女性ゴスペル隊によるバックコーラスが印象的な仕上がりとなっている。宇多田は同曲の「春が訪れたような生命力や開放感のような方向性」「冬の先にある予感や希望を含んでいる感じ」がアルバム全体とリンクしていると語った。
あなた
宇多田にとって初めて母親目線で音楽的表現がなされた曲であり、抑揚のあるドラマティックな構成が特徴的なトラックに、脚韻を意識したリズミカルな歌詞が乗せられている。Billboard Japanはこの曲について、「コードの展開は、ほぼ4つのコードをループさせて作られていて、そこにピアノ、ドラム、ベース、コーラスが乗っており、更にブルー・アイド・ソウルのマナーに則った、Swing Out Sister、Bobby Caldwellばりのストリングスやブラスが温かみを演出している。」としている。
初恋
本アルバムのリード曲であり、表題曲となっている。ドラムやベースといったリズム楽器が一切入っておらず、基本的にボーカル、ピアノ、ストリングスのシンプルな構成となっており、サビの三連符を軸とした譜割りも特徴的である。歌詞は、恋の始まりとも終わりともとれるように書かれており、作詞家のいしわたり淳治は、「一回聞いただけで意味が分かるけれど、あまり聞いたことがない表現が、『どれくらい好き？』の答えとして、とても秀逸なキラーフレーズが連打されている」と指摘している。
誓い
8分の6拍子としても4分の4拍子としても聴くことができるという「ポリリズム」がリズムの面で取り入れられている楽曲で、宇多田曰くドラムがクリスでなければ成立しなかった曲だという。4分の4拍子のドラムにはスウィングがついているのも特徴である。2番めのサビのあとに現れる〈たまに堪えられなくなる涙に…選択肢なんてもうとっくにない〉のパートでは、ワルツ的なリズムの上にストレートな16ビートをかぶせる変則的な譜割りが見られる。
Forevermore
重厚なストリングスと、クリス・デイヴのダイナミックなドラミングや、ジャズのようなシンバルが印象的なミディアム・ナンバー。ストリングスの導入部から、ジワジワと感情を盛り上げていく曲調となっている。歌詞では「悲しい歌なんだけど、何かを宣言しているような力強さも持たせた。」という。
Too Proud featuring Jevon
小袋成彬が編曲で参加し、UKの若手シンガー／ラッパーのJevonが客演している。トラップの影響を受けたパーカッシブな譜割りを取り入れており、宇多田のヴァース〈 己を慰める術の 日に日に増していくことよ 〉では、末尾を欠いた三連符と8分音符を、端正なリズムの歌い分けで往復している。歌詞は、「セックスレス」を題材としてそれを男女双方の視点から描かれており、日本では特にセックスレスになることが多いと言う事実を知ったことが制作のきっかけとなったという。「信頼のおける相手から、意図していなかったとは言え、傷付けたり、傷付けられたり、受け入れられなかったとしても、自分の中で自尊心がちゃんとあれば、ネガティブな考えにならずに相手と向き合うことが出来ると思ってるんです。けど、そこに怖いとか、臆病になってしまいがちな空気が今の日本にはあるように思えるんです。」 — 宇多田ヒカル、『初恋』インタビュー
Good Night
歌詞の〈 Hello 〉〈 Goodbye 〉の通り“始まり”と“終わり”を題材とした曲で、主題歌となっている映画『ペンギン・ハイウェイ』の主人公の少年の目線で「容易には理解しきれない謎とミステリアスな雰囲気を持ち合わせる年上の女性が忽然と姿を消し、ただただ取り残されてしまった少年」というシチュエーションを基に書かれた。レコーディングの際に宇多田は、ドラムを担当したアールに「（主人公の）少年は年上の女性に恋してしまう」「サウンドに若々しさや純粋さが必要なの」「でも実際には12歳の曲は書けないから、彼が20代になって昔を思い返している曲にした。だから12歳のサウンドでなくていいけど、ほろ苦いノスタルジーが必要なの。思いきりやって」と説明している。
パクチーの唄
曲自体は10年ほど前から存在していて、ずっと温め続けていた曲であり、本楽曲は小袋の協力によって完成に至ったという。冒頭の〈 コリアンダー 〉の部分では、スタッフや宇多田の友達のシャウトに紛れて、宇多田の4歳の息子の声も入っている。なお、タイトルの理由は宇多田が単にパクチーを食べるのが好きだからとのこと。
これ以降の4曲は曲順が特に熟考されている。
残り香
「夕凪」に次いで作詞が難関だった曲だといい、「湿気の多い夏の夜に、誰かに立ち去られた喪失感のようなものがうわっと襲ってきた瞬間にぐでんとしているような色気や艶っぽさ」というイメージで制作されており、オルガンの音色がフランク・オーシャンを感じさせるという指摘もある。
大空で抱きしめて
セクションごとの楽器の抜き差しや、重低音の効いたミックスバランス、ブレイクビーツっぽいループ感のあるリズムなど、ヒップホップ的手法が取り入れられた曲。「夕凪」「嫉妬されるべき人生」を前にして「夢の世界のような、あの世のような、またはその中間にあるような場所みたいなイメージ」だという。
夕凪
音楽ジャーナリストの宇野維正がアルバムで最も衝撃を受けたといい、また近年のRadiohead作品を思わせるとも指摘している曲で、宇多田が今回最も作詞で悩んだ曲である。『Fantome』の制作時にも上手く書けずに入れかねていた楽曲であり、一時はウラジミール・ナボコフの「青白い炎」の詩を朗読しようかとまで思い悩んだという。また、曲中にピアニストが椅子を引く「ギギギギ」という音がまぎれており、宇多田はこの箇所を、仮タイトルが「Ghost」だったことにちなみ、「おばけがいるみたいで本当に好き」と語っている。
嫉妬されるべき人生
アルバムのラストを飾る曲で、タイを駆使しながら全体的に3連符を意識したリズムをとっている。"至上の恋"が描かれており、宇多田は「究極のラヴソングを考えた時、死をもって完結するというところに行き着いて、そこに思いを馳せてみたくなった」という。作詞では、7、80歳ぐらいの老夫婦を設定し、「いつか来る死別の瞬間さえもいとおしく思い描いているカップル」をイメージしており、宇多田は「パーソナルのような要素を含みながらもフィクション性の強い、どちらかと言えば、私小説に近い歌詞に仕上がってますね」と語っている。上述のいしわたりは、本楽曲での「『幸せ』と対極にありそうな『嫉妬』という言葉を用いて幸せの度合いを表現する」手法に驚きを示しており、次のようにコメントしている。「明るい言葉と暗いメロディーの対比が、“手にした幸せが本当なのかはわからないけど今は幸せだと言い切りたい”あるいは“手にした幸せもいつかきっと壊れてしまうのだろうけれど……”みたいな切なさをはらんでいる感じがして、『つまり私はいま幸せの反対の反対の反対の反対の反対の反対です』みたいな感じの、なんとも複雑な感情表現がなされていて、ものすごいなと思った。」

## リリースとプロモーション
『初恋』は、2018年6月27日にエピックレコードジャパンよりリリースされた。宇多田デビュー20周年のアニバーサリー・イヤーにリリースされた本作は、前作『Fantome』から約1年9ヶ月ぶりで、レーベルを移籍してからは初のオリジナル・アルバムとなる。今回も、前作に引き続き特典なしの一種販売となっており。初回出荷分には、年末に行われるコンサートツアーチケットの先行応募抽選券が封入された。またファンからの要望に応えて、同年11月7日にはシリアルナンバー入り生産限定アナログ盤が発売された。宇多田のアルバムのアナログ盤の発売は、2002年に発売された3rdアルバム『DEEP RIVER』以来、約16年ぶりとなっている。本作は、2019年1月18日のシングル「Face My Fears」のリリースと同時に各種ストリーミング・サービスでも解禁された。
アルバム発売に合わせて6月26日から、札幌、銀座、名古屋、大阪、福岡のソニーストアで、『初恋』のハイレゾ全曲試聴企画が開催されたほか、『初恋』のリリースを記念した特設サイトも開設された。サイトでは、オリジナルコンテンツとして、宇多田ヒカル、小袋成彬、酒井一途による座談会が毎日更新された。また、アルバムのリリース関連企画として、収録曲「パクチーの唄」を海外アーティスト「Superorganism」がカヴァーし、YouTubeにて公開された。そのほか、BuzzFeed Japanが運営する料理動画メディア・Tasty Japanとのコラボレーションによる4種のレシピ動画を配信し、全国5都市で展開されるアルバム発売記念の期間限定コラボカフェではTasty Japanオリジナルレシピによるドリンクやフードが提供された。
アルバム発売に際して、宇多田は数回にわたってテレビ番組に出演した。まずアルバムリリース3日後の6月30日にNHK『SONGSスペシャル 宇多田ヒカル』に出演。前作『Fantôme』 発売時に出演して以来、1年9ヶ月ぶりの出演となっており、番組のテーマには「言葉」が設定された。番組内では「あなた」、「初恋」、「Play A Love Song」の3曲を歌唱したほか、芥川賞作家の芸人・又吉直樹との初対談が実現した。さらに、小田和正、水野良樹からのビデオメッセージが公開され、元日本版WIRED編集長・若林恵氏によるインタビューも行われた。7月14日にはTBSの『音楽の日』にてドラマ『花のち晴れ〜花男 Next Season〜』のイメージソング「初恋」の歌唱映像がオンエアされ、TBSでは『うたばん』以来10年ぶりとなる総合司会の中居正広とのインタビュートークも行われた。2日後の7月16日にはNHKで『プロフェッショナル 仕事の流儀 宇多田ヒカルスペシャル』が放送された。宇多田ヒカルの音楽制作の現場に初めてメディアのカメラが入り、アルバム「初恋」の制作過程を追うという内容がオンエアされた。番組で、「作詞、作曲、そして編曲まで、曲作りの全てを一人で行う宇多田ヒカルの"真実"に迫る」というものになっている。それから約2か月が経った9月17日には、『ミュージックステーションウルトラFES 2018』に出演。2016年以来2年ぶりの登場となっており、ゲームソフト『キングダム ハーツIII』のテーマソングにも起用されている「誓い」の歌唱映像がオンエアされた。番組では、宇多田のデビュー20周年を記念して、MCのタモリとふたりきりで“宇多田ヒカルと『Mステ』との20年”を振り返るというスペシャルトークが実現した。
また、プロモーションの一環としてラジオ番組にも出演した。デビュー当時の1999年10月から2000年9月まで放送されていた宇多田のレギュラー番組『宇多田ヒカルのトレビアン・ボヘミアン』がスペシャルにて一夜限りの復活を果たし、5月14日よりリスナーからのメッセージ呼び込みがスタート。7月16日の午後7時より2時間枠で放送された。ニューアルバムに込めた想いや制作エピソードが楽曲と共に届けられたほか、事前に募集したリスナーからのメッセージや質問にも答えた。

## 評価と受賞歴

### 批評
| 専門評論家によるレビュー | 専門評論家によるレビュー |
| レビュー・スコア         | レビュー・スコア         |
| 出典                     | 評価                     |
| ------------------------ | ------------------------ |
| rockin'on                | 肯定的                   |
| MANTANWEB                | 肯定的                   |
| 週刊朝日                 | 肯定的                   |
| Real Sound               | 肯定的                   |
| ABS-CBN                  | 10/10                    |
| MuuMuse                  | 肯定的                   |

本作は、前作『Fantome』から地続きの点、さらに発展・先鋭化した点などが様々に指摘され、評価されている。
- ロッキング・オンの高橋智樹は、宇多田は今作で「既存の音楽的テクスチャーやステレオタイプを排して真っ向から対峙し、そのひとつひとつを透徹したクリエイティビティとより合わせる」ことで、「宇多田自身の孤独をこの上なく美しい音楽の結晶体へと昇華させるに至った」と述べ、またそのようにして生まれたこのアルバムは、「生きることそのものの奇跡と畏怖を描ききった傑作」だとした。そして、前作『Fantome』でも保っていたポップスとしてのギリギリの抽象性すら排し、今作では「『音楽家・宇多田ヒカル』というひとりの人間」の生き様に厳然とフォーカスを合わせている――そんな宇多田の表現者としての業と覚悟が伝わるとコメントした[62][66]。
- 同じくロッキング・オンの古河晋は、『初恋』は、以前までの、宇多田が「誰かの為には歌う」ようなアルバムではないと指摘。「『初恋』という言葉が象徴するような、人生の始まりとも終着点とも感じられるぐらい強烈な他者との関わりが歌われている。」と語った。さらに、「宇多田ががこのアルバムを生み出すにいたる様々なきっかけ」と「ポップミュージックの意味そのものの変質」が不思議な同期を起こし、「結果的にこれこそが新しいポップ・ミュージックの形のひとつだと言える手応えを感じる」と語り、そして、アルバム『初恋』は、「宇多田ヒカルが時代を超越した桁違いのポップ・アーティストであることを証明するアルバム」であると評価した[67]。
- MANTANWEBの水白京は、さまざまな瞬間、節目における心情を表現した曲、生活感のある楽曲など一くくりにできない人間の情緒を浮き彫りにしているとコメント。「率直で、時に生々しいまでの作り手の感情が見え隠れする……。」、それが聴き手にとってもリアルに響き、共鳴するであろう楽曲たちだと批評した[63]。
- ライター/批評家のimdkmは、自著「リズムから考えるJ-POP史」において、収録曲の「誓い」と「Too Proud」のリズム構造に着目し、同アルバムを「極めて高度なリズムの妙技が織り込まれた作品」と評している。さらに、リズムにおいてこの上なくチャレンジングな今作が、年間アルバムチャートの上位にランクインしていることを踏まえ、「同著の観点から言えば、『初恋』は「Automatic」と同様、「J-POPを塗り替える（または終わらせる）」ような作品である」と評価した[31][34]。
- 音楽評論家の小倉エージは「週刊朝日」の連載において、「ファルセットが醸す不安感。“孤独”な内面をうかがわせる“陰り”のあるたたずまい。一方で、明快でリズミック、ストリングスを配したドラマチックな展開」と批評。私小説的な側面を見せつつ、まだ「半分、青い。」、そのあたりが彼女の魅力であり、たっぷりと伸びしろもあると人気ドラマのタイトルを引用して、宇多田のさらなる飛躍に期待を込めた[18]。
- 音楽ジャーナリストの宇野維正は「CINRA.NET」での同作のレビューで、『初恋』に関して、部分的にではあるが宇多田がミュージシャンに音を委ねているように聴こえる、聴こえてくる音が「生音」から「生演奏」に変わったと指摘。これが「宇多田ヒカルの音楽史」において画期的なことだとコメントした。また、「宇多田ヒカルの音楽的才気は日本の音楽シーンにおいてあらゆる点で『超越』している」とした上で、それゆえに宇多田が「タイアップ」という日本特有のビジネスモデルをとっていることに疑問を呈した[35]。

海外からの批評
- ライターのカレン・フローレンスは、ABS-CBNニュースに寄稿して、本作を「宇多田の芸術的手腕がみごとに集約されている」と評価。また、「"前向きな楽曲たち"と"彼女のこれまでのキャリアで最も良質な歌声"を備えた宇多田ヒカルは今だその勢いを失っていない」と述べた[64]。
- MuuMuse（ポルトガル語版）のブラッドリー・スターンは、「前作に比べて明るくなりつつも、依然として陰の側面を見せている」と指摘。「楽曲自体はより開放的になり、アダルト・コンテンポラリーの領域にも踏み込みつつも、それらの楽曲の心情、すなわちシンガーとしての宇多田ヒカルは、20年前に我々が初めて出会った少女のままである。」とコメントした[65]。

### 受賞
- 本作で宇多田は「サウンドメーカーとしての力量」を高く評価されたほか[68]、「音楽面での創作意欲とともに，前作の『Fantôme』以来の日本語による内省表現や現代社会への視線を反映した歌詞世界，歌唱においても独自の個性を発揮した」として、芸術選奨文部科学大臣新人賞を受賞した[68]。
- 本作は、「2018年度 第31回ミュージック・ペンクラブ音楽賞」[注 8]にて、「ポピュラー部門 最優秀作品賞」を受賞した[69]。同クラブの会員の一人である池野徹は、選出に際して、「曲想は、聞くとそのハスキーな声は藤圭子を連想させる想いがある。日本語を大切にしながらも、アメリカで鍛えられた音に対するリズム感が低辺に流れる不思議さが感じられる。」と評価した。そして、ロンドン在住とはいえその音楽性をもっと見せつけ (今後の音楽業界を) リードして欲しいと宇多田のさらなる活躍に期待を寄せた[70]。
- 宇多田は、本アルバムが大ヒットを記録したことに加えて2018年末に行った12年ぶりの国内ツアーが大きな感動を残したことから、第23回SPACE SHOWER MUSIC AWARDSで、その年に最も活躍した女性ソロアーティストに贈られる「BEST FEMALE ARTIST」を受賞した[71]。

| 年                         | 音楽賞                                  | 結果                          | 出典             |
| アルバム『初恋』           | アルバム『初恋』                        | アルバム『初恋』              | アルバム『初恋』 |
| -------------------------- | --------------------------------------- | ----------------------------- | ---------------- |
| 2018年                     | MTV MUSIC VIDEO AWARDS JAPAN 2018       | Best Album of the Year        | [ 72 ]           |
| 2018年                     | 第60回日本レコード大賞                  | 優秀アルバム賞                | [ 73 ]           |
| 2019年                     | 第11回CDショップ大賞                    | 入賞                          | [ 74 ]           |
| 2019年                     | 第33回日本ゴールドディスク大賞          | ベスト5アルバム               | [ 75 ]           |
| 2019年                     | RTHK第30回International Pop Poll Awards | Best Selling Album (Japanese) | [ 76 ]           |
| 2019年                     | 第31回ミュージック・ペンクラブ音楽賞    | ポピュラー部門最優秀作品賞    | [ 69 ]           |
| 宇多田ヒカル               |                                         |                               |                  |
| 2019年                     | 第69回芸術選奨                          | 文部科学大臣新人賞            | [ 77 ]           |
| 2019年                     | 第23回SPACE SHOWER MUSIC AWARDS         | BEST FEMALE ARTIST            | [ 78 ]           |
| アルバム『初恋』特設サイト |                                         |                               |                  |
| 2018年                     | CSS Design Awards                       | Special kudos (特別賞)        | [ 79 ]           |

## チャート成績
本作は、Billboard Japanのアルバム・セールス・チャートTop Albums Salesで、初動3日間で130,557枚、その後約7万枚売り伸ばして初週累計で207,263枚で、2018年7月9日付けのチャートで初登場首位を獲得。同総合アルバム・チャートHot Albumsでは、同日付けのチャートで初登場首位を獲得。フィジカル、ダウンロード、ルックアップでも1位を獲得し、総合アルバム・チャートを構成する全指標を完全制覇する形で総合首位を獲得した。これは、2017年11月13日付の米津玄師『BOOTLEG』以来、2018年では初となる快挙だった。オリコンの2018年7月9日付けの週間アルバムランキングで初登場首位を獲得。これによりアルバム1位獲得作品は通算9作目。1stアルバムから続く「オリジナル盤による1stからの連続1位獲得作品数」を7作連続とし、これまで6作で並んでいたBoAを上回り、女性ソロアーティスト歴代単独2位となった（同歴代1位は浜崎あゆみの9作連続）。また、2018年度のソロアーティストのアルバム初週最高売上を記録した。 同日付けの週間デジタルアルバムランキングでも初登場首位を獲得。この2つのランキングの同時首位獲得は、秦基博、桑田佳祐、米津玄師に次いで史上4作目で、女性ソロアーティスト作品としては史上初であった。
『初恋』は、発売から2週目でさらに50,468枚を売り上げてBillboard Japanにて、フィジカル・セールス1位、ダウンロード、ルックアップでも1位を獲得し、前週に引き続き2位以下に大きな差をつける形で2週連続総合首位を獲得した。7月23日付でフィジカル・セールスは1つ順位を落としたものの、ダウンロードで1位、ルックアップで1位と、この2指標では初登場から首位を堅守し、総合3週連続首位を獲得した。Hot Albumsでの3週連続首位獲得は、2017年11月20日付に初登場した安室奈美恵「Finally」（2016年Hot Albums年間首位アルバム）以来となる。本作はその後も特にルックアップ（CDのPCでの読み取り数）において圧倒的な強さを見せ、初登場から5週連続1位（通算6週）を記録。Billboard Japanの栗本斉は、本作は「セールスだけでなくレンタルでも相当数回転している」として「グレーユーザーにも本作の魅力が拡大している」といい、『Fantome』と同じくロングヒットを記録するのは必然だと語った。
2018年年間チャートでは、Billboard JAPAN HOT ALBUMS of the year2018で3位を記録。オリコン年間アルバムランキング2018では5位となっており、これでオリジナルアルバムではデビューアルバム『First Love』から7作連続年間TOP10入りとなった。本作は翌年2019年度のBillboard Japan 年間アルバムチャートでも79位にランクインしているjapan yearly albums chart。日本国外ではiTunesで全米のリアルタイムランキングで総合アルバムチャート最高位4位を記録したほか、日本を含む32ヶ国・地域でランクインし、J-POP/Worldのジャンルで日本を含め21ヶ国で1位を獲得した。また、日本レコード協会2020年3月度有料配信認定でゴールド認定(10万DL)され、これで"ダウンロード配信でゴールド認定のアルバムを3作以上もつ唯一のアーティスト"となった。なお、2019年8月現在の本作のBillboard Japanアルバム総合チャートへのランクイン週数は55週となっている。

## 収録曲
全作詞・作曲・プロデュース：宇多田ヒカル（※特記以外）
1. Play A Love Song (4:12)
9作目の配信限定シングル
サントリー 南アルプススパークリング 「SWITCH & SPARKLING」CMソング
2. あなた (4:37)
ブラスアレンジ：宇多田ヒカル
ストリングスアレンジ：Simon Hale・宇多田ヒカル
8作目の配信限定シングル
映画『DESTINY 鎌倉ものがたり』主題歌
ソニー「ノイキャン・ワイヤレス」CMソング
3. 初恋 (4:40)
ストリングスアレンジ：Simon Hale・宇多田ヒカル
10作目の配信限定シングルであり、本作の表題曲でもある
TBS系ドラマ『花のち晴れ〜花男 Next Season〜』イメージソング
4. 誓い (4:33)
ストリングスアレンジ：Simon Hale・宇多田ヒカル
スクウェア・エニックス『キングダム ハーツIII』主題歌
後に22ndシングル「Face My Fears」のカップリングとしてリカット収録された
5. Forevermore (4:53)
ストリングスアレンジ：Simon Hale・宇多田ヒカル
7作目の配信限定シングル
TBS系ドラマ『ごめん、愛してる』主題歌
6. Too Proud featuring Jevon (4:41)
作詞：宇多田ヒカル・Jevon Ellis 作曲：宇多田ヒカル・Jevon Ellis 編曲：宇多田ヒカル・小袋成彬
後に本作をリミックスアレンジした「Too Proud featuring XZT, Suboi, EK (L1 Remix)」が配信限定で発売された。
7. Good Night (4:22)
ストリングスアレンジ：Simon Hale・宇多田ヒカル
アニメーション映画『ペンギン・ハイウェイ』主題歌
8. パクチーの唄 (3:42)
ブラスアレンジ：宇多田ヒカル
作曲：宇多田ヒカル・小袋成彬
9. 残り香 (3:36)
10. 大空で抱きしめて(4:34)
ストリングスアレンジ：Simon Hale・宇多田ヒカル
6作目の配信限定シングル
サントリー食品インターナショナル「サントリー天然水」「水の山行ってきた 奥大山」編CMソング
11. 夕凪 (4:44)
ストリングスアレンジ：Simon Hale・宇多田ヒカル
12. 嫉妬されるべき人生 (4:48)
ストリングスアレンジ：Simon Hale・宇多田ヒカル
映画『パラレルワールド・ラブストーリー』主題歌

## クレジット

### エンジニア
- Steve Fitzmaurice：Recording (tracks 1-8,10-12)・Mixing (All tracks)
- 小森雅仁：Vocal Reording (All tracks)
- Daren Heelis：Recording (track 7)・Additional Engineering (All tracks)
- Jevon Ellis：Rap Recording (track 7)
- Bob Ludwig：Mastering

### 演奏
| Play A Love Song - 宇多田ヒカル：Vocal・Programming - クリス・デイヴ：Percussion・Additional Drums - ジョディ・ミリナー：Synth Bass・Additional Pads - ローレンス・ジョンソン：Choir Director - 「ザ・LJ・シンガーズ」：Choir - ターナー・ジョンソン - シャーメイン・エリオット - ロビン・ベイリー・リード - パトリシア・スコット - キャロル・リリー - ネレサ・メイヤー - プリシラ・ダンソ - ジェシカ・メイ・オビオハ - Darren Heelis, Steve Fitzmaurice:Additional Drums Programming あなた - 宇多田ヒカル：All Vocals・Programming・Brass Arrangement・String Arrangement - サイモン・ヘイル：String Arrangement・Conductor - クリス・デイヴ：Drums・Percussion - ジョディ・ミリナー：Electric Bass - ベン・パーカー：Electric Guitar - ルーベン・ジェイムズ：Acoustic Piano - キック・ホーンズ - サイモン・クラーク：Alto Saxphone - デヴィッド・リデル：Trombone - リャン・キグリー：Trumpet - ティム・サンダーズ：Tenor Saxphone - Darren Heelis, Steve Fitzmaurice:Additional Drums Programming - エヴァートン・ネルソン：Strings Leader 初恋 - 宇多田ヒカル：All Vocals・String Arrangement - サイモン・ヘイル：String Arrangement・Conductor - ヴィンセント・テレッレ：Acoustic Piano - ベン・パーカー：Acoustic Guitar - エヴァートン・ネルソン：Strings Leader - ジョディ・バージェス：Timpani 誓い - 宇多田ヒカル：All Vocals・Programming・String Arrangement - サイモン・ヘイル：String Arrangement・Acoustic Piano・Conductor - クリス・デイヴ：Drums - ジョディ・ミリナー：Electric Bass - ベン・パーカー：Guitar Atmosphere - ペリー・モンタギュー・メイソン：Strings Leader - Darren Heelis, Steve Fitzmaurice:Additional Drums Programming Forevermore - 宇多田ヒカル：All Vocals・Programming・String Arrangement - サイモン・ヘイル：String Arrangement・Wurlitzer・Rhodes Piano・Conductor - クリス・デイヴ：Drums - ジョディ・ミリナー：Electric Bass - ベン・パーカー：Electric Guitar - Darren Heelis, Steve Fitzmaurice:Additional Drums Programming - ペリー・モンタギュー・メイソン：Strings Leader | Too Proud featuring Jevon - 宇多田ヒカル：Vocals・Programming - 小袋成彬：Programming - Daren Heelis:Additional Drums Programming Good Night - 宇多田ヒカル：All Vocals・Programming・String Arrangement - サイモン・ヘイル：String Arrangement・Conductor - シルヴェスター・アール・ハーヴィン：Drums - ジョディ・ミリナー：Electric Bass - ベン・パーカー：Electric Guitar・Acoustic Guitar - ヴィンセント・テレッレ：Acoustic Piano - Darren Heelis, Steve Fitzmaurice:Additional Drums Programming - エヴァートン・ネルソン：Strings Leader パクチーの唄 - 宇多田ヒカル：All Vocals・Programming・Blass Arangement - クリス・デイヴ：Drums・Percussion - ジョディ・ミリナー：Electric Bass - ベン・パーカー：Electric Guitar - ルーベン・ジェイムズ：Acoustic Piano - キック・ホーンズ - サイモン・クラーク：Alto Saxphone - デヴィッド・リデル：Trombone - リャン・キグリー：Trumpet - ティム・サンダーズ：Tenor Saxphone - Darren Heelis, Steve Fitzmaurice:Additional Drums Programming 残り香 - 宇多田ヒカル：Vocal・Programming - Daren Heelis:Additional Drums Programming・Juno Bass 大空で抱きしめて - 宇多田ヒカル：All Vocals・Programming・String Arrangement - サイモン・ヘイル：String Arrangement・Wurlizer・Conductor - クリス・デイヴ：Drums - ジョディ・ミリナー：Moog Bass・Poly Moog - ベン・パーカー：Electric Guitar・Acoustic Guitar - ペリー・モンタギュー・メイソン：Strings Leader - Darren Heelis, Steve Fitzmaurice:Additional Drums Programming 夕凪 - 宇多田ヒカル：All Vocals・Programming - クリス・デイヴ：Drums - ジョディ・ミリナー：Electric Bass - ベン・パーカー：Electric Guitar - ヴィンセント・テレッレ：Acoustic Piano - Darren Heelis, Steve Fitzmaurice:Additional Drums Programming - エヴァートン・ネルソン：Strings Leader - ジョディ・バージェス：Timpani 嫉妬されるべき人生 - 宇多田ヒカル：All Vocals・Programming・String Arrangement - サイモン・ヘイル：String Arrangement・Conductor - クリス・デイヴ：Drums・Percussion - ジョディ・ミリナー：Electric Bass - ベン・パーカー：Electric Guitar - フィル・ペスケット：Acoustic Piano - Daren Heelis:Additional Drums Programming - エヴァートン・ネルソン：Strings Leader |

## チャートと売上
| 地域     | チャート（2018年）                  | 最高 順位 | 出典   |
| -------- | ----------------------------------- | --------- | ------ |
| フランス | Digital Albums（SNEP）              | 49        | [ 7 ]  |
| 日本     | Top Albums Sales（Billboard Japan） | 1         | [ 89 ] |
| 日本     | Hot Albums（Billboard Japan）       | 1         | [ 90 ] |
| 日本     | Download Albums（Billboard Japan）  | 1         | [ 91 ] |
| 日本     | 週間アルバム（オリコン）            | 1         | [ 92 ] |
| 日本     | 週間デジタルアルバム（オリコン）    | 1         | [ 81 ] |
| 韓国     | 国際週間（ガオン）                  | 4         | [ 6 ]  |
| 台湾     | Combo Chart (G-Music)               | 1         | [ 93 ] |
| 台湾     | East Asian Chart (G-Music)          | 1         | [ 93 ] |
| アメリカ | World Albums（Billboard）           | 3         | [ 5 ]  |
| アメリカ | Top Album Sales（Billboard）        | 77        | [ 94 ] |
| アメリカ | Top Current Albums (Billboard)      | 66        | [ 95 ] |

| チャート（2018年）                       | 順位 | 出典   |
| ---------------------------------------- | ---- | ------ |
| 年間アルバム（オリコン）                 | 5    | [ 96 ] |
| 年間デジタルアルバム（オリコン）         | 3    | [ 97 ] |
| Hot Albums (Billboard Japan)             | 3    | [ 98 ] |
| Top Download Albums (Billboard Japan)    | 3    | [ 99 ] |
| チャート（2019年）                       | 順位 | 出典   |
| Hot Albums of the Year (Billboard Japan) | 79   | [ 96 ] |

| 国/地域       | 認定     | 売上                              | 出典    |
| ------------- | -------- | --------------------------------- | ------- |
| 日本 (RIAJ)   | プラチナ | 381,520 (フィジカルCD) (オリコン) | [ 100 ] |
| 日本 (RIAJ)   | ゴールド | 100,000* (デジタル配信)           | [ 101 ] |
| 合算（CD+DL） |          |                                   |         |
| 日本          | N/A      | 481,520                           | N/A     |

### 収録曲
| チャート                                          | 最高 順位                      | 出典                           |
| 「大空で抱きしめて」（2017年）                    | 「大空で抱きしめて」（2017年） | 「大空で抱きしめて」（2017年） |
| ------------------------------------------------- | ------------------------------ | ------------------------------ |
| Hot 100（Billboard Japan）                        | 3                              | [ 102 ]                        |
| Download Songs (Billboard Japan)                  | 1                              | [ 103 ]                        |
| World Digiral Song Sales (Billboard US)           | 23                             | [ 104 ]                        |
| 「Forevermore」（2017年）                         |                                |                                |
| Hot 100（Billboard Japan）                        | 6                              | [ 105 ]                        |
| Download Songs (Billboard Japan)                  | 1                              | [ 106 ]                        |
| World Digital Song Sales (US Billboard)           | 20                             | [ 107 ]                        |
| 「あなた」（2017年）                              |                                |                                |
| Hot 100（Billboard Japan）                        | 2                              | [ 108 ]                        |
| Download Songs (Billboard Japan)                  | 1                              | [ 109 ]                        |
| World Digital Song Sales (Billboard US)           | 13                             | [ 110 ]                        |
| 「Play A Love Song」（2018年）                    |                                |                                |
| Hot 100（Billboard Japan）                        | 4                              | [ 111 ]                        |
| Download Songs (Billboard Japan)                  | 1                              | [ 111 ]                        |
| 「初恋」（2018年）                                |                                |                                |
| Hot 100（Billboard Japan）                        | 2                              | [ 112 ]                        |
| Download Songs (Billboard Japan)                  | 1                              | [ 113 ]                        |
| Streaming Songs (Billboard Japan)                 | 57                             | [ 114 ]                        |
| 「誓い」（2018年）                                |                                |                                |
| Hot 100 (Billboard Japan)                         | 51                             | [ 115 ]                        |
| Download Songs (Billboard Japan)                  | 10                             | [ 116 ]                        |
| World Digital Song Sales (Billboard US)           | 3                              | [ 117 ]                        |
| Streaming Songs (Billboard Japan)                 | 19                             | [ 114 ]                        |
| 「Too Proud featuring XZT, Suboi, EK (L1 Remix)」 |                                |                                |
| Hot 100 (Billboard Japan)                         | 65                             | [ 118 ]                        |
| Download Songs (Billboard Japan)                  | 63                             | [ 119 ]                        |

| Billboard Japan Downlaod Songs | 順位                   | 出典                   |
| 年間チャート（2017年）         | 年間チャート（2017年） | 年間チャート（2017年） |
| ------------------------------ | ---------------------- | ---------------------- |
| 「大空で抱きしめて」           | 72                     | [ 120 ]                |
| 「Forevermore」                | 26                     | [ 121 ]                |
| 年間チャート（2018年）         |                        |                        |
| 「あなた」                     | 6                      | [ 122 ]                |
| 「Play A Love Song」           | 31                     | [ 123 ]                |
| 「初恋」                       | 17                     | [ 124 ]                |

| 国/地域               | 認定                 | 売上                     | 出典                 |
| 「大空で抱きしめて」  | 「大空で抱きしめて」 | 「大空で抱きしめて」     | 「大空で抱きしめて」 |
| --------------------- | -------------------- | ------------------------ | -------------------- |
| 日本 (RIAJ)           | ゴールド             | 100,000*（デジタル配信） | [ 125 ]              |
| 「Forevermore」       |                      |                          |                      |
| 日本（RIAJ）          | ゴールド             | 100,000*（デジタル配信） | [ 125 ]              |
| 「あなた」            |                      |                          |                      |
| 日本（RIAJ）          | プラチナ             | 344,000（デジタル配信）  | [ 126 ] [ 127 ]      |
| 「Play A Love Songs」 |                      |                          |                      |
| 日本 (RIAJ)           | ゴールド             | 114,000（デジタル配信）  | [ 128 ] [ 129 ]      |
| 「初恋」              |                      |                          |                      |
| 日本 (RIAJ)           | プラチナ             | 250,000*（デジタル配信） | [ 130 ]              |

## リリース日一覧
| 国/地域 | 日付          | 形式             | レーベル                 | 出典    |
| ------- | ------------- | ---------------- | ------------------------ | ------- |
| 全世界  | 2018年6月27日 | ダウンロード配信 | エピックレコードジャパン | [ 51 ]  |
| 全世界  | 2019年1月18日 | ストリーミング   | エピックレコードジャパン | [ 53 ]  |
| 日本    | 2018年6月27日 | CD               | エピックレコードジャパン | [ 131 ] |
| 日本    | 2018年11月7日 | レコード盤       | エピックレコードジャパン | [ 52 ]  |
| 台湾    | 2018年6月29日 | CD               | ソニー台湾               | [ 132 ] |
| 香港    | 2018年6月29日 | CD               | ソニー香港               | [ 133 ] |
| 韓国    | 2018年8月3日  | CD               | ソニー韓国               | [ 134 ] |
| 中国    | 2019年11月5日 | CD               | ソニー中国               | [ 135 ] |